# 蛔蟲總科
蛔蟲總科（學名：Ascaridoidea）是蛔目之下的一個總科，由5個科組成，包括有：
- 棘唇科 Acanthocheilidae Wülker, 1929：在2017年中之前被認為是海獸胃線蟲科的異名，現時包括三個屬，過往被歸到棘唇亞科（Acanthocheilinae）之下。
- 海獸胃線蟲科 Anisakidae Railliet & Henry, 1912
- 蛔蟲科 Ascarididae Baird, 1853
- Heterocheilidae Railliet & Henry, 1915
- Raphidascarididae Hartwich, 1954

## 過往分類系統

### 1968年Levin分類
在Levin（1968）关于人畜寄生线虫的分类系统，當時的蛔目仍未包括今日小桿目的物種。當時的蛔總科由下列三個科組成：
- 蛔总科（Ascaridicea）
  - 卡线科（Kathlaniidae）：今屬小桿目的麗尾總科（Cosmoceroidea）；
  - 蛔科（Ascarididae）
  - 异刺科（Heterakidae Railliet & Henry, 1912）：今屬小桿目的異刺總科（Heterakoidea）。